# 1059 Mussorgskia
1059 Mussorgskia је астероид главног астероидног појаса чија средња удаљеност од Сунца износи 2,643 астрономских јединица (АЈ).
Апсолутна магнитуда астероида је 10,7 а геометријски албедо 0,044.